# Bōjutsu
Bōjutsu (em japonês:  棒術; lit. "arte do bastão") é uma arte marcial japonesa que utiliza um bastão (bô) com mais de 1,80.